# Wet van Bragg

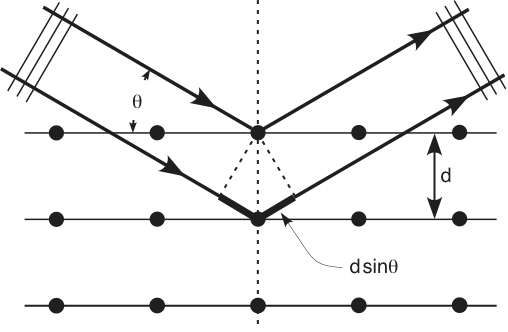
Röntgendiffractie aan een kristalrooster

De wet van Bragg is een natuurkundige wet die opgesteld werd door William Henry Bragg en diens zoon William Lawrence Bragg.  De wet beschrijft hoe met diffractie van straling (meestal gaat het om röntgenstralen) de atoomafstanden in een kristalrooster kunnen worden berekend. Invallende röntgenstralen worden grotendeels doorgelaten, maar het reflecterende deel vertoont interferentiepatronen waar atoomafstanden in het kristalrooster uit kunnen worden afgeleid. De wet kent zijn toepassing dan ook in de karakterisering van materialen op basis van hun kristallografie.
De wet luidt in formulevorm als volgt:
{\displaystyle n\lambda =2d\cdot \sin \theta \,}
met daarin: 
- n een geheel getal dat de diffractie-orde aangeeft;
- {\displaystyle \lambda } de golflengte van de röntgenstraling;
- d de afstand tussen de vlakken in het kristalrooster (vaak ook aangeduid als dhkl naar de Miller-indices);
- θ de diffractiehoek tussen de inkomende stralen en de vlakken.